# Petra Nesvačilová
Petra Nesvačilová (provdaná Vápeníková[ve zdroji nenalezeno], * 2. prosince 1985 Tábor) je česká herečka a režisérka.

## Život
Narodila se v Táboře, ale vyrůstala v Českých Budějovicích. Je dcerou bývalého fotbalisty Jiřího Nesvačila (*1957). V mládí navštěvovala dramatické kroužky zpěvu a tance. V době studií na gymnáziu byla úspěšná v konkurzu na roli v představení Gazdina roba v Divadle Na zábradlí. Rovněž byla úspěšná v konkurzu na hlavní roli ve filmu Pusinky. Hrála také ve filmech František je děvkař nebo Lištičky. Po gymnáziu začala studovat Katedru dokumentární tvorby na Filmové a televizní fakultě Akademie múzických umění v Praze, kde vystudovala režii. V současnosti účinkuje v divadle Ungelt či VOSTO5. S Lenkou Geislerovou připravují po deseti letech účinkování v Barování autorskou hudební desku. Za svůj první celovečerní film Zákon Helena byla nominována na cenu Českého lva za nejlepší dokumentární film. Na Arpa film festival v L.A. Hraje hlavní role v divadle Ungelt a Studio Dva. Naposledy se zapsala významným herectvím ve filmu Sněží, které bylo ceněné především kritikou. Spolupracuje také s humanitárními organizacemi Člověk v tísni, Červený kříž a UNICEF.

## Výběr filmových a televizních rolí
- 2004/2010 3 plus 1 s Miroslavem Donutilem
- 2005 Žralok v hlavě – film, režie: Maria Procházková
- 2007 Skeletoni – krátkometrážní film, režie: Jakub Hussar
- 2007 Pusinky
- 2007 Film o filmu: Pusinky – dokumentární, režie: Petra Nesvačilová
- 2008 Usnula jsem – studentský film, režie: Kristina Dufková
- 2008 Polibek na cestu – televizní film, režie: Zuzana Zemanová-Hojdová
- 2008 Lovec vodního ticha – televizní film, režie: Milan Cieslar
- 2008 Kukačky – televizní film, režie: Zuzana Zemanová-Hojdová
- 2008 Generálka – film, režie: Asmara Beraki
- 2008 František je děvkař
- 2008 Kriminálka Anděl
- 2009 Opus č. 50 na motivy Milady Horákové – dokumentární, režie: Petra Nesvačilová
- 2009 Odsouzené
- 2009 Zoufalci
- 2009 Solo ritardando – studentský film, režie: Jan Březina
- 2009 Protektor
- 2009 Lištičky – film, režie: Mira Fornayová
- 2009 Hodinu nevíš... – film, režie: Dan Svátek
- 2010 Hráči – krátkometrážní film, režie: Tereza Nvotová
- 2011 Prsty v medu mám – dokumentární, režie: Petra Nesvačilová
- 2011 Čapkovy kapsy
- 2011 Lucie – film, režie: Bohdan Karásek
- 2012 Líbáš jako ďábel
- 2013 Celnice: Můj proces s TGM – Film o filmu – dokumentární, režie: Jan Němec
- 2013 Škoda lásky – televizní seriál, režie: Vít Karas, Petr Zahrádka, Jan Hřebejk, Zdeněk Jiráský, Jan Pachl
- 2013 Nevinné lži
- 2014 Siciliana – krátkometrážní film, režie: Jan Wolf
- 2015 Marguerite – film, režie: Xavier Giannoli
- 2015 Druhý život Mistra Jana Husa – dokumentární, režie: Václav Křístek, Miloslav Kučera, Stanislav Zeman
- 2015 Doktor Martin
- 2016 Já, Mattoni
- 2016 Já, Olga Hepnarová
- 2016 Instalatér z Tuchlovic
- 2017 Monstrum – televizní film, režie: Viktor Polesný
- 2017 Svět pod hlavou
- 2017 Dáma a Král
- 2017 Specialisté
- 2018 Tátové na tahu
- 2018 Stylista – krátkometrážní/televizní seriál, režie: Jakub Machala
- 2018 Skautská pošta 1918 – televizní seriál, režie: Pavel Hejnal
- 2018 Dabing Street
- 2018 Úsměvy smutných mužů – film, režie: Dan Svátek
- 2018 Ten, kdo tě miloval – film, režie: Jan Pachl
- 2018 Sněží! – film, režie: Kristina Nedvědová
- 2018 Mars – film, režie: Benjamin Tuček
- 2019 Karel, já a ty
- 2019 Sever – seriál
- 2020 Bourák
- 2020 Bábovky
- 2020 Havel
- 2021 Smolný pich aneb Pitomý porno
- 2021 Kurz manželské touhy
- 2021 Osada – seriál
- 2021—teď: Inkognito[5]
- 2022 Indián
- 2022 Láska hory přenáší
- 2022 Princezna zakletá v čase 2
- 2025 Kouzlo derby

## Režijní filmografie
- 2007 Film o filmu: Pusinky
- 2008 Putování jedné kachny za sny
- 2008 Kláry letní tábor
- 2009 Opus č. 50 na motivy Milady Horákové
- 2009 Bábovka, turek, slepice a polévka
- 2011 Řekni, kde ti Němci jsou
- 2011 Prsty v medu mám
- 2014 Václav Klaus – Z Borotína až na Sněžku (z cyklu Expremiéři)
- 2016 Zákon Helena
- 2020 Vojna Ztohoven (z cyklu Český žurnál)[6]

## Výběr divadelních rolí
- Gazdina roba – Divadlo Na zábradlí 2004
- S hlavou bez paty – Čermáková divadlo 2013
- Skořápka – divadlo Ungelt 2016